# Euphaedra landbecki
Euphaedra landbecki är en fjärilsart som beskrevs av Rothschild 1918. Euphaedra landbecki ingår i släktet Euphaedra och familjen praktfjärilar. Inga underarter finns listade i Catalogue of Life.